# Enicospilus kanshirensis
Enicospilus kanshirensis är en stekelart som först beskrevs av Tohru Uchida 1928.  Enicospilus kanshirensis ingår i släktet Enicospilus och familjen brokparasitsteklar. Inga underarter finns listade i Catalogue of Life.